# Findlaterův altán
Findlaterův altán byl postaven v roce 1801 na zakázku hraběte Jamese Ogilvy Findlatera truhlářským mistrem Franzem Knollem ve stráni nad levým břehem řeky Teplé na území lázeňských lesů města Karlovy Vary.
Byl prohlášen kulturní památkou, památkově chráněn je od 3. května 1958.

## Historie
Findlaterův altán je nejstarší výletní altán na území karlovarských lesů. O jeho výstavbu se v roce 1801 zasloužil skotský hrabě lord James Ogilvy Earl of Findlater and Seafield. V letech 1793–1810 se v Karlových Varech léčil celkem čtrnáctkrát. Byl okouzlen krásou okolních lesů a z vděčnosti za to, že místní horké prameny měly na jeho zdravotní stav pozitivní vliv, nechal zřídit či rozšířit některé lesní promenádní cesty a dal postavit tento altán. Stavba byla umístěna na pečlivě zvoleném místě tehdy s výhledem do údolí řeky Teplé směrem k Březové a již od doby vzniku se altán nazýval Findlaterův. Stavbu provedl místní stavitel a truhlářský mistr Franz Knoll ze slavného rodu Knollů. 
První významnější opravu po listopadu 1989 sponzorovala karlovarská realitní kancelář Recom. V létě roku 2008 se uskutečnila další větší rekonstrukce. Pro co nejvěrnější zachování podoby altánu byla použita předloha původního vyobrazení a ikonografie. Podle ní byla vyměněna střešní krytina, nové ozdobné klempířské a dřevěné prvky byly instalovány v původním vzhledu, byly opraveny zdi a aplikován nový nátěr omítek v původní barevnosti. Při opravě došlo i k vyrovnání přístupové cesty a obnově odvodnění. Polovina nákladů na rekonstrukci byla hrazena z Programu regenerace městských památkových rezervací, druhou polovinu hradil vlastník objektu město Karlovy Vary.

## Popis
Altán byl vystavěn v tehdy velmi oblíbeném romantickém antickém slohu. Nachází se nedaleko rozcestí lesních cest ve stráni nad levým břehem řeky Teplé na jižním úbočí vrchu Hammerberg (dnešní Jižní vrch) jižně od města. Jedná se o jednoduchou průchozí zděnou sloupovou stavbu s apsidou. Průčelí o šířce 5 metrů se čtyřmi sloupy iónského typu je orientováno směrem do údolí. Sloupy podepírají na kladí umístěný trojúhelníkový tympanon. Mezi sloupy jsou tři pole dřevěného zábradlí.
I když kvůli vzrostlé vegetaci altán přestal být vyhlídkou, láká i nadále návštěvníky k zastavení a odpočinku. Objekt je celoročně volně přístupný.